# Зимни олимпийски игри 1998
Осемнадесетите зимни олимпийски игри се провеждат в Нагано, Япония от 7 до 22 февруари 1998 г. Другите градове, кандидатирали се за домакинство, са Аоста, Хака, Йостершунд и Солт Лейк Сити.  Олимпиадата е една от най-успешните в историята. 
Изборът на града домакин се провежда в Бирмингам, Англия.
Това е втората зимна олимпиада в Япония след Сапоро 1972. Публиката е забележителна. За първи път броят на участниците надвишава две хиляди. В програмата влизат сноубордът, кърлингът и хокеят на лед за жени. В Нагано МОК позволява на професионалните хокеисти от НХЛ да участват, което прави турнира по хокей на лед едно от главните събития на игрите. 
България постига най-големия си успех на зимна олимпиада, като Екатерина Дафовска печели златен медал в биатлона на 15 километра. 

## Факти и рекорди
- За пръв път се провежда състезание по хокей на лед за жени. На финала САЩ побеждават Канада с 3-1. Така женският хокеен отбор на САЩ завършва турнира без загуба, докато мъжкият печели само една победа срещу Беларус. Чехия печели първата си олимпийска титла, Русия е финалист, а Финландия завоюва бронза.
- Норвежкият скиор Бьорн Дели печели три златни медала в ски-бягането.
- 15-годишната Тара Липински печели злато във фигурното пързаляне и става най-младата шампионка на зимна олимпиада. [3]
- Австрийският скиор Херман Майер пада тежко на спускането, но не се отказва и печели златни медали в гигантския слалом и супергигантския слалом. [3]
- Сноубордистът Рос Ребелиати печели златен медал, въпреки че веднага след състезанието е дисквалифициран заради употреба на марихуана. Дисквалификацията е отменена два дни по-късно. [3]
- Азербейджан, Кения, Република Македония, Уругвай и Венецуела участват за пръв път на зимна олимпиада. [3]

## Медали
| Витрина |            |       |        |       |      |
| Място   | Държава    | Злато | Сребро | Бронз | Общо |
| 1       | Германия   | 12    | 9      | 8     | 29   |
| 2       | Норвегия   | 10    | 10     | 5     | 25   |
| 3       | Русия      | 9     | 6      | 3     | 18   |
| 4       | Канада     | 6     | 5      | 4     | 15   |
| 5       | САЩ        | 6     | 3      | 4     | 13   |
| 6       | Холандия   | 5     | 4      | 2     | 11   |
| 7       | Япония     | 5     | 1      | 4     | 10   |
| 8       | Австрия    | 3     | 5      | 9     | 17   |
| 9       | Южна Корея | 3     | 1      | 2     | 6    |
| 10      | Италия     | 2     | 6      | 2     | 10   |
| 15      | България   | 1     | 0      | 0     | 1    |

## Българско участие
В биатлона на 15 км индивидуално Екатерина Дафовска печели първия златен медал за България на зимни олимпийски игри. Съотборничката ѝ Павлина Филипова става четвърта.

## Дисциплини
| - Бобслей - Хокей на лед - Фигурно пързаляне - Пързаляне с едноместна шейна - Биатлон - Ски свободен стил - Сноуборд | - Бързо пързаляне с кънки - Северна комбинация - Ски скокове - Ски алпийски дисциплини - Шорттрек - Ски бягане - Кърлинг |